# Olympische Winterspiele 2022/Teilnehmer (Serbien)
| Gelbes Symbol für Goldmedaillen mit stilisierten Olympischen Ringen | Graues Symbol für Silbermedaillen mit stilisierten Olympischen Ringen | Braundes Symbol für Bronzemedaillen mit stilisierten Olympischen Ringen |
| ------------------------------------------------------------------- | --------------------------------------------------------------------- | ----------------------------------------------------------------------- |
| —                                                                   | —                                                                     | —                                                                       |

Serbien nahm an den Olympischen Winterspielen 2022 in Peking zum vierten Mal in seiner Geschichte an Olympischen Winterspielen teil. Für die Spiele in Peking nominierte das Olimpijski Komitet Srbije die Skirennläufer Nevena Ignjatović und Marko Vukićević.

## Teilnehmer nach Sportarten

### Ski Alpin
| Athleten          | Wettbewerbe | 1. Lauf | 1. Lauf | 2. Lauf | 2. Lauf | Gesamt        | Gesamt        |
| Athleten          | Wettbewerbe | Zeit    | Rang    | Zeit    | Rang    | Zeit          | Rang          |
| ----------------- | ----------- | ------- | ------- | ------- | ------- | ------------- | ------------- |
| Frauen            |             |         |         |         |         |               |               |
| Nevena Ignjatović | Abfahrt     | —       | —       | —       | —       | 1:40,73 min   | 30            |
| Nevena Ignjatović | Kombination | 1:37,02 | 22      | DSQ     | DSQ     | ausgeschieden | ausgeschieden |
| Männer            |             |         |         |         |         |               |               |
| Marko Vukićević   | Abfahrt     | —       | —       | —       | —       | DNF           | DNF           |
| Marko Vukićević   | Super-G     | —       | —       | —       | —       | 1:29,45 min   | 34            |